# NGC 3550
NGC 3550 é uma galáxia elíptica (E-S0) localizada na direcção da constelação de Ursa Major. Possui uma declinação de +28° 46' 04" e uma ascensão recta de 11 horas, 10 minutos e 38,3 segundos.
A galáxia NGC 3550 foi descoberta em 11 de Abril de 1785 por William Herschel.